# Museo Morpurgo
Das Museo Morpurgo ist ein städtisches Museum in der Altstadt von Triest. Es befindet sich an der Ecke der via Imbriani und der via Mazzini im Palais der Brüder Carlo Marco und Giacomo Morpurgo, der Nachfahren des Generali-Gründers Joseph Lazarus Morpurgo (1759–1834). Das imposante, dreistöckige Gebäude wurde 1875 vom Architekten Giovanni Berlam errichtet und Anfang des 20. Jahrhunderts der Stadt Triest zweckgewidmet übertragen.
Das Museum zeigt die originale Einrichtung des Hauses, wie es von zwei Generationen der Morpurgo-Dynastie bewohnt wurde -- incl. Möblierung, Kunstwerken und mit der Besonderheit, dass jede Zimmerflucht in einer anderen Farbe und Stilrichtung gehalten ist. Sehenswert sind auch die Sanitäranlagen, die in ihrer Funktion den modernen Anlagen in nichts nachstehen.